# Die Spinne
Die Spinne (letteralmente "il ragno") era un'organizzazione di reduci ex-SS, concepita originariamente da Reinhard Gehlen (all'epoca ufficiale presso il servizio informazioni della Wehrmacht, assunto nel dopoguerra nella Bundesnachrichtendienst) nel 1944 e successivamente fondata e guidata da Madrid da Otto Skorzeny. Tale organizzazione aveva quale sua finalità principale l'assistenza di esponenti nazisti nella loro fuga dalla Germania nell'immediato dopoguerra, consentendo loro di giungere, attraverso l'Austria e la Svizzera in Italia.
Il tribunale militare internazionale al termine della guerra aveva classificato le SS come una "armata di fuorilegge", ponendo l'accento sul mancato rispetto delle convenzioni internazionali inerenti ai diritti umani da parte di questa creatura del regime nazista.

## Storia
L'idea originaria di costruire un'organizzazione segreta di ispirazione nazista capace di sopravvivere in un contesto postbellico venne proposta da Reinhard Gehlen nel 1944, in vista dell'imminente caduta del Reich.
T. H. Tetens, esperto di questioni politiche tedesche e membro della commissione USA sui crimini di guerra nel 1946/47, ha fatto riferimento ad un gruppo denominato Führungsring, antesignano per certi aspetti del Die Spinne, definendolo "una sorta di mafia politica, con quartier generale a Madrid... avente svariate finalità". L'ufficio costituitosi a Madrid secondo Tetens era paragonabile ad una vera e propria Internazionale fascista. Il gruppo direttivo comprendeva, oltre ai sopracitati Skorzeny e Gehelen, che in virtù dei loro ruoli all'interno del Terzo Reich erano indubbiamente i capi indiscussi dell'organizzazione, il dr. Hans Globke, il redattore delle leggi razziali in Germania e proponente della reclusione nei campi di concentramento degli oppositori politici del nazismo. Globke avrebbe ricoperto la posizione di Direttore della cancelleria tedesca dal 1953 al 1963, con il ruolo di consigliere per la sicurezza di Konrad Adenauer.
Tra il 1945 ed il 1950 Skorzeny facilitò la fuga di criminali di guerra nazisti dalle prigioni di Memmingen, in Baviera, i quali passando per la Svizzera e l'Austria giungevano infine in Italia. Queste operazioni, ben congegnate e ben realizzate, trovarono attuazione anche grazie alla connivenza delle autorità militari americane, le quali preferirono ignorare il fenomeno. Il quartier generale dell'organizzazione in Europa Centrale era situato a Gmunden in Austria, mentre il coordinamento delle operazioni internazionali di Die Spinne era a Madrid, sotto l'ala protettrice del Generalísimo Francisco Franco. A tali livelli giunse la collaborazione tra la Spagna franchista e Die Spinne che, quando una delegazione dell'organizzazione arrivò a Madrid nel 1959, Franco la ricevette assicurando che la Spagna sarebbe stata "la loro seconda patria".
Una delle operazioni più significative messe in atto da Skorzeny fu quella che permise al "dottore" Josef Mengele di espatriare in Argentina nel 1949. Le risorse di Die Spinne erano frutto dell'appoggio fornito dall'industriale Alfried Krupp (il cui gruppo controllava ben 138 sotto-campi di concentramento durante il Terzo Reich, avvalendosi della manodopera ivi rinchiusa) a partire dal 1951. Lo stesso Skorzeny divenne rappresentante degli interessi del gruppo Krupp in Argentina, Paese attraversato da una forte componente pro-Nazista sia durante che dopo la Seconda guerra mondiale, nonostante la posizione ufficialmente filo-alleata. Fu proprio nei Paesi Sudamericani che Die Spinne estese massicciamente la sua influenza, avvalendosi del supporto di dittatori locali, quali Alfredo Stroessner. Simon Wiesenthal affermò a tal proposito che Josef Mengele era stato ospitato presso la Colonia Dignidad, insediamento di rifugiati Nazisti in Cile nel 1979, e che era vissuto in Paraguay fino alla sua morte. Nei primi anni ottanta si ritiene che Stroessner stesso si sia avvalso dei servigi di Die Spinne nell'organizzare la Polizia Germano-Paraguayana impegnata in operazioni di pulizia etnica finalizzate alla riduzione degli indigeni nativi del Chaco a massa schiavizzata.